# Strelitzia caudata
Strelitzia caudata — отруйна багаторічна рослина з роду Стрелітція родини Стрелітцієвих. Ендемік Південної Африки. Малопоширена декоративна культура.

## Опис
Вічнозелена трав'яниста рослина заввишки 4–6 (зрідка до 8) м, загалом дуже схожа на банани й Ensete ventricosum. Корені товсті, розгалужені. Несправжній стовбур, утворений основами черешків, прямий, голий, завтовшки 10–15 см, у старих особин вкритий залишками відмерлого листя. Листки чергові, черешкові, прості, еліптичні, цілокраї, шкірясті, сизо-зелені, голі, на верхівці опушені та виїмчасті, завдовжки до 1,5–2 м, завширшки 60–85 см. Черешки завдовжки 1,5–1,7 м, голі, товсті, жолобчасті, їх продовженням є товста центральна жилка. Жилкування пірчасте. У старих особин листки зберігаються лише на верхівці стебла, з віком їх краї рвуться під дією вітру так, що листкова пластинка набуває пірчастого вигляду. Оскільки усі листки розміщуються в одній площині, у сукупності вони нагадують віяло.
Суцвіття — видозмінений малоквітковий завиток, піднесений на довгому квітконосі. Приквіток великий, цупкий, човникоподібної форми, чорний з червонувато-коричневим краєм (біля основи часто темно-фіолетово-червоний), у повному розквіті розташований майже горизонтально. Його довжина сягає 30 см, ширина — 6–6,5 см, товщина — 3,5 см. Під час розкриття приквітка його краї виділяють слиз, який допомагає випростатись щільно упакованим квітам. Квітки великі, сидячі, двостатеві, зигоморфні, без запаху. Оцвітина тричленна, дворядна. Чашолистки довгасто-яйцеподібні, вільні, білі, інколи біля основи рожеві, з них частина стирчить, а інші спрямовані убік. Верхні чашолистки лінійно-ланцетні, завдовжки 15–20 см, завширшки 3 см; бічні чашолистки човникоподібні, з добре помітним кілем, видовженим у своєрідний «хвіст» завдовжки 1,5–2,5 см (саме йому рослина зобов'язана своєю латинською назвою «caudata» — «хвостата»). Пелюстки блідо-блакитні, з них дві зростаються разом на кшталт стріли й охоплюють пружний стовпчик і 5 тичинок. Тичинкові нитки завдовжки 3–4 см, пиляки завдовжки 5,5–9 см. Маточка завдовжки 16–17,5 см.
Плід — дерев'яниста, трилопатева, розкривна коробочка завдовжки 5–7 см, завширшки 2–3 см. Насінини великі, кулясті, чорні або коричневі, з одного боку мають принасінник у вигляді смужки помаранчевих волосків.
Листя, квіти та насіння Strelitzia caudata мають слабкі отруйні властивості.

## Екологія та поширення
Strelitzia caudata — світлолюбна, помірно вологолюбна рослина, яка зростає у прохолодних, вологих гірських лісах на ділянках, де накопичується багато опалого листя, а також на більш сухих трав'янистих схилах. Цвітіння і плодоношення можливе протягом усього року, але найчастіше цвітіння припадає на травень-червень, а плодоношення — на листопад-лютий. Квіти запилюються нектарницями, самозапилення у природних умовах не відбувається, при штучному самозапиленні зав'язується дуже мало насіння. Розмножується насінням.
Ареал цього виду охоплює терени Есватіні та східні гірські райони Зімбабве, зокрема долини річок Лімпопо і Мпумаланга. На півдні зона розповсюдження цієї рослини сягає Мозамбіку і південноафриканської провінції Трансвааль. Популяції цього виду досить численні і не потребують охорони.

## Застосування
Практичне значення цього виду невелике, оскільки, на відміну від інших представників роду, він майже не використовується у садівництві. Поодинокі випадки вирощування Strelitzia caudata зафіксовані в африканських країнах, де її рекомендують висаджувати у великих садах у складі великогабаритних квіткових композицій.
Насіння треба сіяти на глибину, яка дорівнює 1–1,5 діаметрам насінини. Перед посівом насіння треба скарифікувати для прискорення проростання. Для цього його замочують протягом 5 хвилин у 90%-ому розчині сульфатної кислоти, опісля ретельно промивають водою. Для прискорення проростання можна також застосовувати стимулятори росту. Оптимальною температурою для вирощування сіянців є 25 °C, тримати їх краще у напівзатінку. Перед першою пересадкою рослина повинна мати кілька добре розвинених листків. Для вирощування необхідні горщики великого об'єму та добре дренований субстрат.

## Систематика
Цей вид був описаний останнім серед представників свого роду. Він систематично наближений до стрелітції величної та Strelitzia nicolai і відрізняється від них переважно блідо-блакитним кольором пелюсток (у стрелітції величної вони білі, а у Strelitzia nicolai, як правило, сині). Жодних синонімів для цього таксона не наводиться.